# Le Vrétot
Le Vrétot är en kommun i departementet Manche i regionen Normandie i norra Frankrike. Kommunen ligger i kantonen Bricquebec som tillhör arrondissementet Cherbourg. År 2018 hade Le Vrétot 635 invånare.

## Befolkningsutveckling
Antalet invånare i kommunen Le Vrétot
| Referens: INSEE |